# Cochrane (Alberta)
Cochrane is een plaats (town) in de Canadese provincie Alberta en telt 13.760 inwoners (2006).

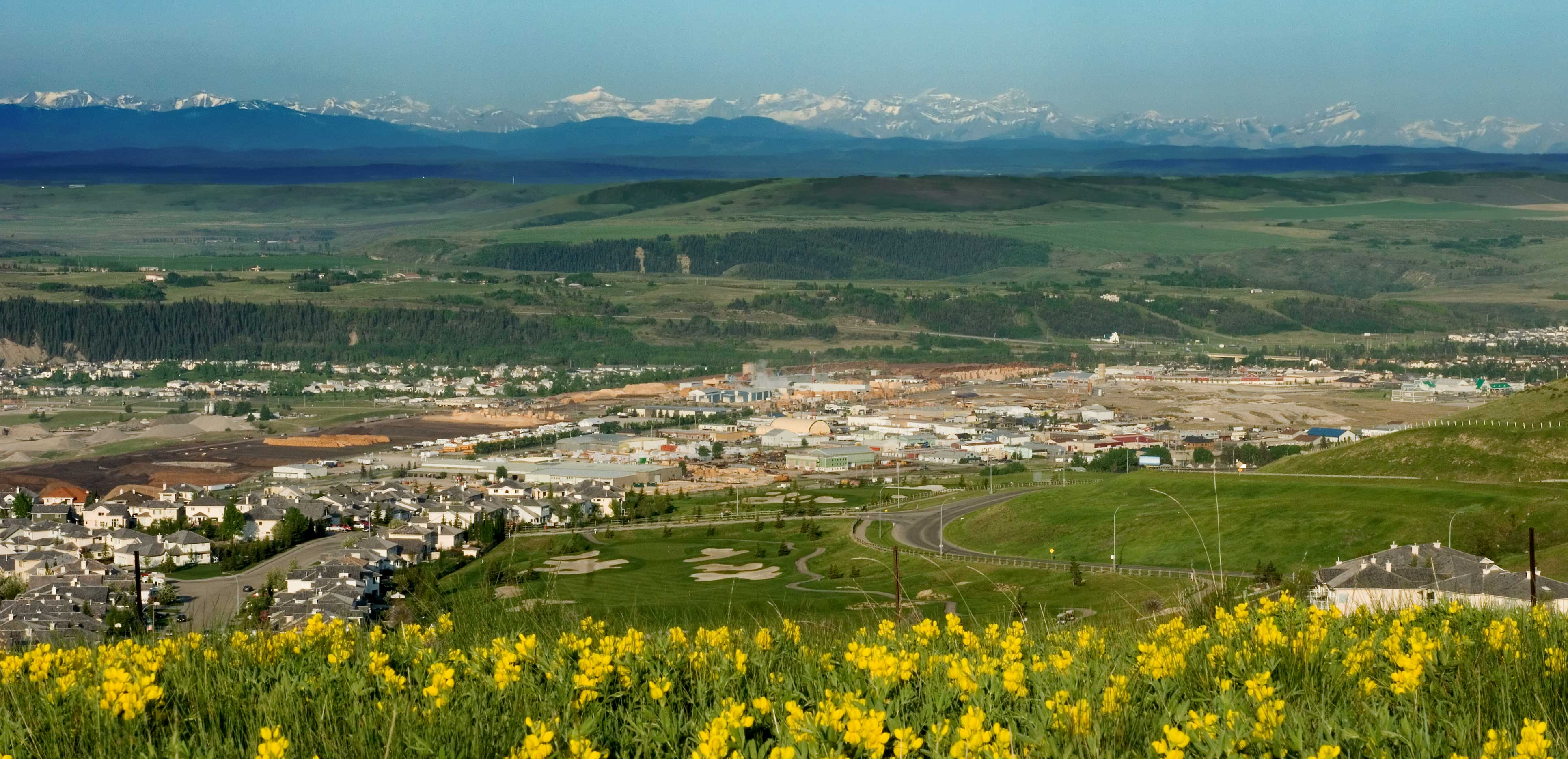
Panorama